# Bernartice nad Odrou
Bernartice nad Odrou település Csehországban, Nový Jičín-i járásban. Bernartice nad Odrou Nový Jičín, Mankovice, Starý Jičín, Suchdol nad Odrou, Jeseník nad Odrou, Šenov u Nového Jičína és Kunín településekkel határos. Lakosainak száma 975 fő (2024. január 1.).

## Népesség
A település lakosságának változását az alábbi diagram mutatja:
| Lakosok száma | 715  | 832  | 837  | 775  | 747  | 926  | 975  | 987  | 941  | 975  |
|               | 1869 | 1900 | 1921 | 1961 | 1980 | 2011 | 2016 | 2019 | 2021 | 2024 |